# Tenille Dashwood
 (juillet 2021).
Pour les articles homonymes, voir Dashwood et Emma.
Tenille Averil Dashwood (née le 1er mars 1989 à Melbourne) est une catcheuse australienne. Elle est connue pour son travail à la World Wrestling Entertainment, sous le nom d'Emma.
En 2019, elle signe un contrat avec Impact Wrestling. Elle revient à la WWE en octobre 2022.

## Carrière

### Jeunesse et circuit indépendant (2002-2012)
Tenille Averil Dashwood est née le 1er mars 1989. Elle commence à s’entraîner dès l'âge de 13 ans et devient catcheuse amateure en Australie à l'âge de 16 ans, à la Professional Wrestling Alliance (PWA), sous le nom de Valentine. Après avoir décroché son diplôme de fin d'étude secondaire, elle suit des cours de management pendant un an dans une université australienne.
En 2007, elle s'entraîne au Canada à la Storm Wrestling Academy, l'école de catch de Lance Storm. Après être retournée lutter en Australie pendant l'été 2008, elle revient en Amérique du Nord où, à partir de mai 2009, elle travaille principalement pour la  SHIMMER, la division féminine de la Ring of Honor et à la Extreme Canadian Championship Wrestling (ECCW) sous le nom de Tenille Tayla. C'est à l'ECCW qu'elle obtient son premier match de championnat pour le titre féminin de cette fédération qu'elle perd face à Veronika Vice. Elle remporte finalement ce titre le 1er août après sa victoire dans un match triple menaces face à Veronika Vice et Nicole Matthews. Elle perd son titre le 27 novembre face à Vice avant de le récupérer face à cette dernière le 19 mars 2010 et qu'elle perd le 29 octobre face à Nicole Matthews,,. À la fin du mois de juin 2012, elle signe un contrat de développement avec la World Wrestling Entertainment (WWE).

### World Wrestling Entertainment (2012-2017)

#### NXT(2012-2014)
Le 30 juin 2012, elle signe officiellement avec la World Wrestling Entertainment.
Le 1er août à NXT, elle fait ses débuts à la brand jaune, sous le nom de Tenille, en tant que Face, en participant à une Battle Royal, qu'elle ne remporte pas, gagnée par Audrey Marie. 
Le 28 novembre à NXT, elle fait ses débuts, sous le nom d'Emma, en perdant face à la même adversaire.
Le 20 juin 2013 à NXT,, elle ne devient pas la première championne de la NXT, battue par Paige en finale du tournoi.
Le 27 février 2014 à NXT Arrival, elle ne remporte pas, une nouvelle fois, le titre féminin de la NXT, battue par sa même adversaire par soumission.

#### Débuts àRaw, renvoi et réintégration, retour passager àNXTet blessure (2014-2016)

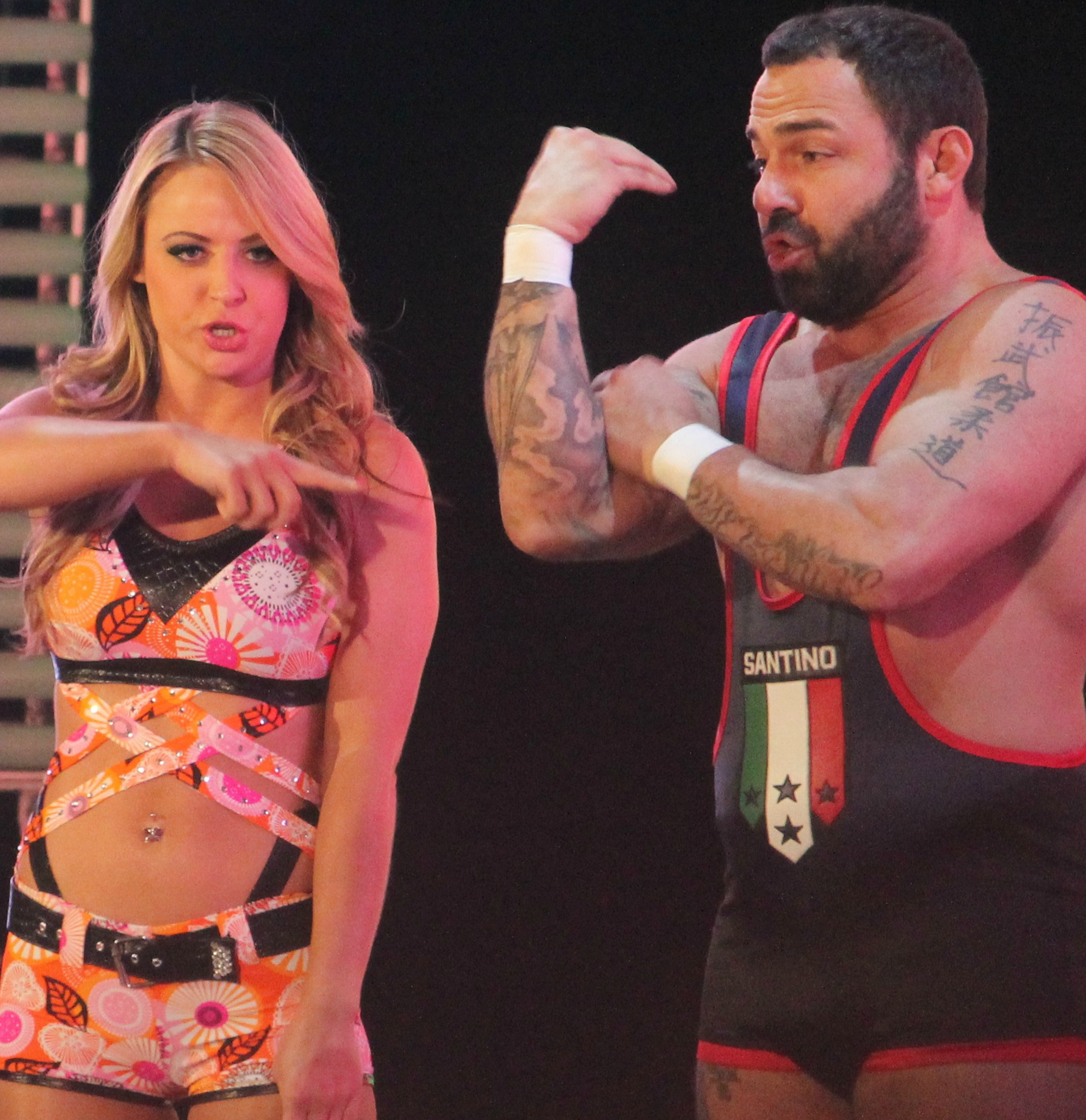
Emma et Santino Marella en 2014.

Le 3 février 2014 à Raw, elle fait ses débuts dans le show rouge, où elle est présentée par Santino Marella, avec qui elle forme une alliance, et remporte un concours de danse en battant Summer Rae. Le 24 février à Raw, elle dispute son premier match en battant sa même adversaire.  Le 3 mars à Raw, Santino Marella et elle disputent leur premier match ensemble en battant Fandango et Summer Rae.
Le 6 avril à WrestleMania XXX, elle ne remporte pas le titre des Divas, battue par AJ Lee dans un Vickie Guerrero Divas Championship Invitational match. 
Le 2 juillet, elle est renvoyée de la compagnie, à la suite de son arrestation pour vol à l'étalage dans un magasin Walmart, mais est finalement réengagée, sauf qu'elle va devoir assumer les conséquences de ses actes en écopant d'une sanction qui reste à déterminer. Cinq jours plus tard, son alliance avec Santino Marella prend fin, car ce dernier annonce son retrait des rings, à la suite d'une troisième blessure au cou.
Le 23 novembre aux Survivor Series, l'équipe Natalya (Natalya, Alicia Fox, Naomi et elle) bat celle de Paige (Paige, Cameron, Summer Rae et Layla) dans un 8-Woman Traditional Survivor Series Divas Elimination Tag Team match.
Le 4 février 2015 à NXT, elle fait un retour passager dans la brand jaune, en tant que Heel, mais perd face à Carmella. 
Le 3 avril à WrestleMania 32, l'équipe B.A.D & Blonde (Naomi, Tamina, Lana, Summer Rae et elle) perd face à celle des Total Divas (Brie Bella, Paige, Alicia Fox, Natalya et Eva Marie) dans un 10-Diva Tag Team match. Le 17 mai, elle souffre d'une rupture du disque intervertébral du dos, devant subir une opération chirurgicale, et doit s'absenter pendant une durée indéterminée.

#### Retour de blessure et renvoi (2017)
Le 3 avril 2017 à Raw, elle fait son retour de blessure, après 10 mois d'absence. Charlotte Flair, Nia Jax et elle perdent face à Bayley, Dana Brooke et Sasha Banks dans un 6-Woman Tag Team match. Le 7 mai lors d'un Live Event à Liverpool, alors qu'elle combattait aux côtés d'Alexa Bliss et Nia Jax contre Bayley, Mickie James et Sasha Banks, elle se blesse à l'épaule droite, à la suite d'un Double Knee Drop de The Boss, et doit s'absenter pendant un mois. Le 12 juin à Raw, elle fait son retour de blessure, après un mois d'absence. Alexa Bliss, Nia Jax et elle perdent face à Dana Brooke, Mickie James et Sasha Banks dans un 6-Woman Tag Team match. 
Le 22 octobre à TLC, elle perd face à Asuka par soumission, qui effectuait ses débuts dans le roster principal. Le 29 octobre, Darren Young, Summer Rae et elle sont renvoyés de la compagnie.

### Ring of Honor (2018-2019)
Elle fait ses débuts à la Ring of Honor le 9 février sous le nom de Tenille Dashwood, le même soir, elle fait équipe avec Mandy Leon et battent Stacy Shadows et Kelly Klein. Lors du premier tour du tournoi déterminant la première championne de la ROH, elle bat Stacy Shadows. Lors du 16e anniversaire de la ROH le 9 mars 2018, elle bat Brandy Rhodes pour le tournoi. Le 7 avril lors de Supercard of Honor XII, elle perd contre Sumie Sakai et est éliminée. Le 15 avril lors de ROH Masters of the craft, Deonna Purrazzo, Sumie Sakai et Tenille Dashwood battent Brandi Rhodes, Jenny Rose et Madison Rayne.
Le 29 juin lors de ROH Best in the World 2018, Jenny Rose, Mayu Iwatani, Sumie Sakai et Tenille Dashwood battent Hana Kimura, Hazuki, Kagetsu et Kelly Klein.
Le 28 septembre lors de ROH Death Before Dishonor, elle perd contre Sumie Sakai et ne remporte pas le Women of Honor World Championship.

### Impact Wrestling (2019-2022)
Le 29 juillet 2019, Tenille Dashwood annonce qu'elle signe un contrat avec Impact ! Wrestling.
Le 30 août lors d'Impact, elle fait ses débuts en attaquant la championne des Knockouts Taya Valkyrie. Le 13 septembre, elle fait ses débuts en battant Kiera Hogan.

### Retour à la World Wrestling Entertainment (2022-2023)
Le 28 octobre 2022 à SmackDown, elle fait son retour à la World Wrestling Entertainment, 5 ans après son renvoi, en tant que Face, en répondant à l'Open Challenge de Ronda Rousey pour le titre féminin de SmackDown, mais elle perd le match par soumission et ne remporte pas le titre.
Le 28 janvier 2023 au Royal Rumble, elle entre dans le Royal Rumble match féminin en quatrième position, mais se fait éliminer par Dakota Kai.
Le 21 septembre 2023, elle annonce via Twitter avoir été libérée de son contrat avec WWE.

## Palmarès
- Extreme Canadian Championship Wrestling
  - 2 fois ECCW Women's Supergirls Champion

- Impact Wrestling
  - 1 fois Impact Knockouts Tag Team Championne avec Madison Rayne

- Pro Wrestling Alliance Queensland
  - Queen of the Warriors (2009)

- Swiss Wrestling Entertainment
  - 1 fois SWE Ladies Champion

## Récompenses de magazines
- Pro Wrestling Illustrated

| Année | 2013 | 2014 | 2015 | 2016 |
| ----- | ---- | ---- | ---- | ---- |
| Rang  | 38   | 29   | 31   | 33   |

## Vie privée
Le 2 janvier 2016, elle se met officiellement en couple avec Zack Ryder. Le 5 avril 2017, ils se séparent, après avoir découvert qu'il s'affichait avec sa nouvelle compagne, Chelsea Green. 
Elle est actuellement en couple avec l'ancien catcheur de la WWE, Madcap Moss.